# Thomas Christaller

Thomas Christaller (2009)

Thomas Christaller (* 6. Mai 1949 in Bonn) ist ein deutscher Informatiker.
Christaller studierte Mathematik, Informatik und Physik an der Universität Marburg und der Universität Bonn. 1986 promovierte er zum Thema Generische Kontrollstrukturen am Beispiel kaskadierter ATNs bei Wilfried Brauer an der Universität Hamburg. Bis zu seiner Emeritierung war er Professor für Künstliche Intelligenz an der Universität Bielefeld.
Von 1985 bis 1992 war Christaller Mitherausgeber der Zeitschrift KI und von 1998 bis 2004 Mitglied im Wissenschaftsrat. Er leitete außerdem bei der GMD das Institut für autonome intelligente Systeme und war bis 2010 Leiter des Fraunhofer-Instituts für intelligente Analyse- und Informationssysteme.
Christaller unterstützte die Erforschung der künstlichen Intelligenz in Deutschland und beschäftigte sich mit Computerlinguistik und Robotik. Er suchte in der künstlichen Intelligenz vor allem den interdisziplinären Dialog und engagierte sich für das Interdisziplinäre Kolleg. Christaller war Mitinitiator des Wettbewerbs RoboCup German Open und propagierte die Forschung im Bereich humanoider Roboter.
Seit 1973 widmet sich Christaller der japanischen Kampfkunst Aikidō und unterrichtet diese regelmäßig im Rahmen von Hochschulsportprogrammen. Seine Graduierungen erhielt er von Katsuaki Asai.